# Église Saint-Servais de Liège
Pour les articles homonymes, voir Église Saint-Servais.
L’église Saint-Servais est un édifice religieux catholique sis rue Fond Saint-Servais dans le quartier de Pierreuse près de la gare de Liège-Saint-Lambert (gare du Palais), à Liège (Belgique). La première église aurait été fondée au Xe siècle. Plusieurs fois reconstruite et modifiée au cours des siècles elle est une des plus anciennes églises de la ville.

## Historique

### Fondation
On attribue la fondation de l'église Saint-Servais à l'évêque Richer en 933, mais la plus ancienne mention de la paroisse remonte à 1189, ce qui en fait une des plus anciennes paroisses de la ville de Liège. Avant l'édification de l'enceinte fortifiée par Notger, la collégiale Saint-Pierre et son église desservaient les hauteurs de Pierreuse, mais la nouvelle enceinte posa problème aux fidèles. On construisit donc la nouvelle église sur la hauteur voisine.
Son plus ancien curé connu et cité en 1189 était un dénommé Walthère.
Le 21 août 1981, un violent incendie a ravagé cette église, l'une des plus populaires de Liège reconstruite au XIIIe siècle, modifiée aux XIVe et XVIe siècles et restaurée au milieu du XIXe siècle.

### Époque romane
La base de la tour (Xe ou XIe siècle) est un vestige de l'édifice primitif érigé, selon la tradition, vers 933. L'édifice primitif était construit en grès houiller.
On pense qu'une cellule de recluse appelée empirée ou l'empierrée, joignait le chœur et était proche d'une petite chapelle annexe. Celle-ci était encore visible au XVe siècle.

### Époque gothique
Au XIIIe siècle l'augmentation de la population rendit la petite église insuffisante. Une église de style gothique primaire à trois nefs fut édifiée. Le chœur de style ogival date du XIVe-XVe siècle. En 1468, lors de la mise à sac de Liège par Charles le Téméraire, l'église fut épargnée par l'incendie mais pas par un ouragan en 1491.
En 1583, c'est le sommet de la tour qui s'effondre sur la voûte. Le curé Curtius fit alors édifier la troisième église en second style gothique. Il obtint également le privilège en 1571 de doter l'église de fonts baptismaux alors que tous les baptêmes étaient célébrés à Notre-Dame-Aux-Fonts.

### Révolution
Le 22 fructidor an VI (8 septembre 1798), elle fut vendue pour la somme de 100 000 francs. Un arrêté de l'administration d'arrondissement ordonna sur le rapport de la Commission des arts que les vitraux peints de cette église ne feraient pas partie de la vente de la dite église et que l'acquéreur serait tenu de les laisser dans l'état où ils se trouvaient.

### Dégradation et incendie
Après de malheureuses restaurations au XVIIIe siècle par l'architecte Auguste Dukers, les dégradations de la période révolutionnaire, le manque de soins, en 1848, le curé Wafflard entame une restauration mais sous prétexte de dépavement, fait disparaître presque toutes les pierres tombales. Par contre, il fait remettre en état les grands vitraux des nefs, rouvrir les neuf fenêtres bouchées par Dukers et confectionner de nouveaux vitraux.
En 1873, des explosifs utilisés pour le chemin de fer provoquèrent des lézardes, le pavé se crevassa. La fabrique obtint de l’État 65 000 francs de dédommagement et en 1883, on fit réparer l'édifice : à cette occasion la porte d'entrée qui s'ouvrait au-dessous de la deuxième fenêtre fut reculée d'une travée.
L'incendie de 1981 détruisit tous les vitraux, la toiture, le mobilier et les pierres qui eurent à souffrir de la chaleur.